# 서지승
서지승(1988년 10월 4일 ~ )은 대한민국의 배우이자 모델이다(둘째 언니가 전직 프로게이머이자 사업가인 서지수). 2005년 KBS 드라마 《반올림 2》로 데뷔했다.

## 학력
- 여의도여자고등학교 (졸업)
- 동덕여자대학교 방송연예과 (졸업)

## 연기 활동

### 드라마
- 2005년 KBS2 청소년드라마 《반올림 2》
- 2005년 SBS 미니시리즈 《백만장자와 결혼하기》
- 2005년 MBC 역사드라마 《신돈》 ... 정비 안씨 역
- 2010년 OCN 미니시리즈 《신의 퀴즈》〈8화 마지막 선물〉 ... 김시은 역
- 2011년 KBS2 TV소설 《복희 누나》 ... 어린 송금주 역
- 2011년 KBS2 4부작드라마 《KBS 드라마 스페셜 연작 시리즈 - 아들을 위하여》 ... 혜림 역
- 2013년 MBC 미니시리즈 《7급 공무원》 ... 김원석 딸 역
- 2005년 SBS 주말극장 《원더풀 마마》
- 2015년 KBS2 금요드라마 《오렌지 마말레이드》
- 2015년 KBS1 농촌드라마 《오! 할매》
- 2015년 OCN 일요드라마 《귀신 보는 형사 처용 2》 ... 제니 역
- 2017년 SBS 월화드라마 《20세기 소년소녀》 ... 한아름의 동료 승무원 역

## 영화
- 2012년 《5백만불의 사나이》 ... 정란 역
- 2013년 《연애의 온도》 ... 정은 역
- 2014년 《타인의 멜로디》 ... 수진 역
- 2015년 《간신》 ... 영의정 딸 역
- 2016년 《당신, 거기 있어줄래요》 ... 과거 유치원 선생님 역
- 2017년 《조작된 도시》 ... 언론 조작팀 역
- 2022년 《앵커》 ... 유리 역

## 뮤직비디오
- 정태춘&박은옥 - 다시 첫차를 기다리며
- Fly to the Sky 1st Mini Album 'Love & Hate' - 그렇게 됐어
- Fly to the Sky 1st Mini Album 'Love & Hate' - 미워해야 한다면